# Chiêu Tô
Chiêu Tô (tiếng Trung: 昭苏县; bính âm: Zhāosū Xiàn; Uyghur:  موڭغۇلكۈرە ناھىيىسى‎, ULY:  Mongƣulkürə Nah̡iyisi, UPNY:  Mongghulküre Nahiyisi?) là một huyện của Châu tự trị dân tộc Kazakh - Ili (Y Lê), khu tự trị Tân Cương, Trung Quốc.

### Trấn
- Chiêu Tô (昭苏镇)

### Hương
| - Hồng Nạp Hải (洪纳海乡) - Ô Tôn Bố Lạp Khắc (乌尊布拉克乡) - A Khắc Đạt Lạp (阿克达拉乡) | - Tát Nhĩ Khoát Bố (萨尔阔布乡) - Khách Hạ Gia Nhĩ (喀夏加尔乡) - Khách Lạp Tô (喀拉苏乡) |

### Hương dân tộc
- Hương dân tộc Mông Cổ - Sát Hãn Ô Tô (察汗乌苏蒙古族乡)
- Hương dân tộc Kyrgyz - Hạ Đặc (夏特柯尔克孜族乡)
- Hương dân tộc Mông Cổ - Hồ Tùng Đồ Khách Nhĩ Tốn (胡松图喀尔逊蒙古族乡)